# Albumine de sérum bovin

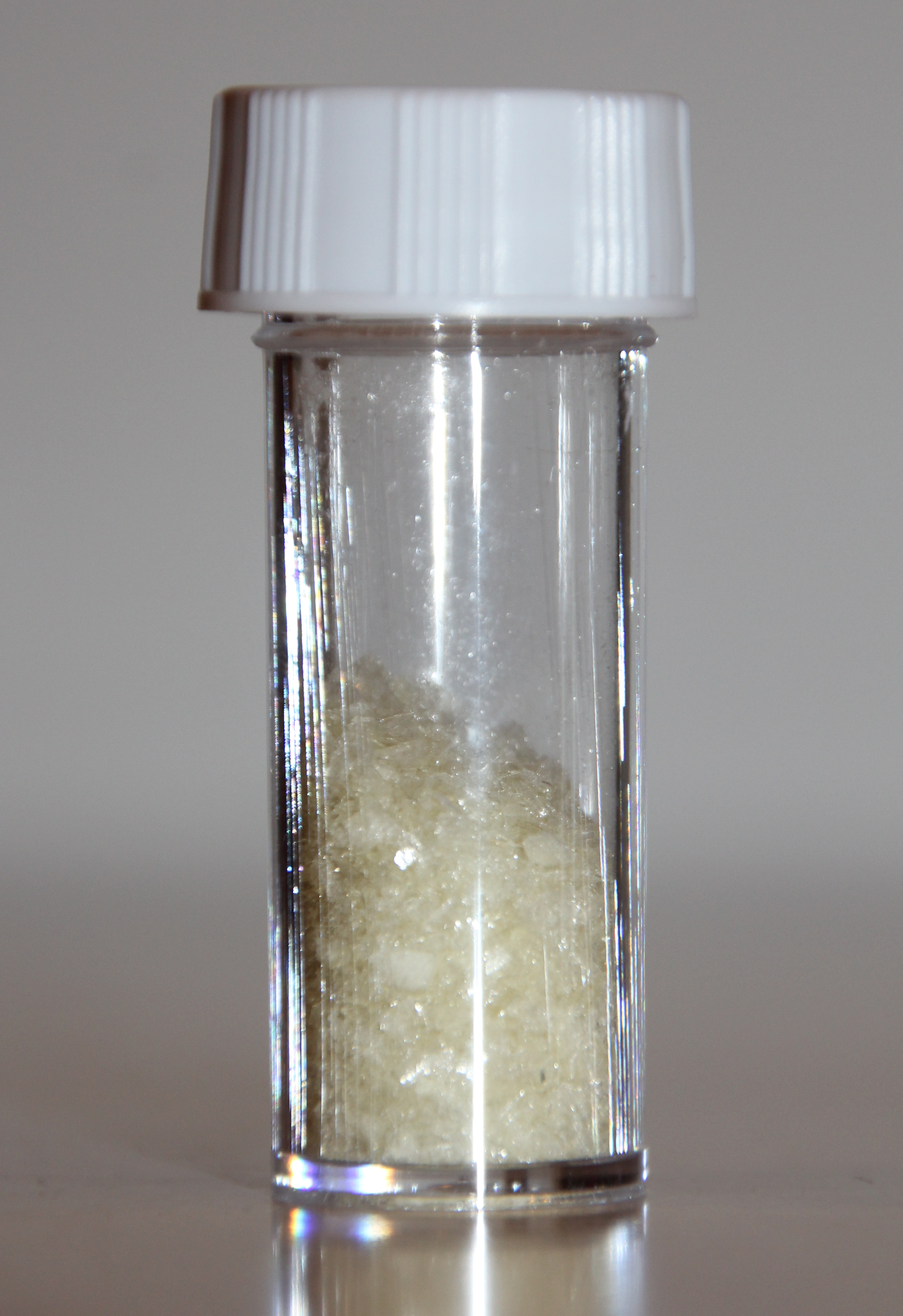
Flacon de cristaux d'albumine de sérum bovin.

Pour les articles homonymes, voir ASB.
 (janvier 2021).
Si vous disposez d'ouvrages ou d'articles de référence ou si vous connaissez des sites web de qualité traitant du thème abordé ici, merci de compléter l'article en donnant les références utiles à sa vérifiabilité et en les liant à la section « Notes et références ».
L'albumine de sérum bovin ou (ASB) (en anglais : bovine serum albumin), est une protéine extraite du sérum de bovin largement utilisée en laboratoire de biologie. Cette albumine peut être utilisée comme agent diluant ou bloquant dans de nombreuses manipulations telles que l'ELISA (Enzyme-Linked Immunosorbent Assay), l'immunohistochimie et le Western blot. 
Elle est également utilisée comme nutriment dans les cultures de cellules eucaryotes et microbiennes. Dans la technique de digestion par restriction enzymatique, l’ASB sert à la stabilisation de certaines enzymes de restriction pendant la digestion de l'ADN et évite l'adhésion de l'enzyme aux matériels de laboratoire. Elle a l'avantage de ne pas interférer avec les autres protéines, qui ne nécessitent pas sa présence.
Sa grande utilisation est due à sa stabilité, à son absence d'effets dans de nombreuses réactions biochimiques et à son faible coût ; en effet, elle est disponible très facilement et en grande quantité parce qu'elle provient du sang de bovin purifié, qui est un sous-produit de l'industrie bovine.

## Caractéristiques
- Nombres d'acides aminés : 583
- Masse moléculaire : 66,430 kDa
- point isoélectrique (pI) dans l'eau à 25 ℃ : 4,7
- Coefficient d'extinction molaire : 0,677 mL.mg-1.cm-1

Un peptide signal de 18 acides aminés est amputé de la protéine précurseur avant la sécrétion. Cette protéine précurseur compte 607 acides aminés et a une masse moléculaire de 69,3234 kDa.